# William Craven, IV conte di Craven
William George Robert Craven, IV conte di Craven (16 dicembre 1868 – Cowes, 10 luglio 1921) è stato un nobile e politico inglese.

## Biografia
Era il figlio maggiore di George Craven, III conte di Craven, che prestò servizio come Lord luogotenente del Berkshire, e di sua moglie Evelyn Laura Barrington, figlia di George Barrington, VII visconte di Barrington.

## Carriera
Nel 1883, all'età di quattordici anni, succedette a suo padre come Conte di Craven, Visconte di Uffington e Barone Craven di Hampsted Marshall. Fu educato all'Eton College. In seguito prese posto sui banchi liberali della Camera dei lord e, dal 1890 al 1892, prestò servizio come aiutante di campo al viceré d'Irlanda.
Nel 1911, è stato nominato Captain of the Yeomen of the Guard nella amministrazione liberale del primo ministro H. H. Asquith, incarico che ha ricoperto fino al 1915.
Dal 1913 fino alla sua morte nel 1921, fu anche Lord luogotenente del Warwickshire.

## Matrimonio
Sposò, il 18 aprile 1893, Cornelia Martin (22 settembre 1876-19 maggio 1961), unica figlia di Bradley Martin, un ricco banchiere americano, e di sua moglie, Cornelia Sherman. Martin incontrò Craven mentre la sua famiglia stava affittando una tenuta scozzese degli altopiani, a Balmacaan. Grazie a questa unione, Craven poté acquistare una nuova proprietà a Mayfair e pagare la ristrutturazione di Coombe Abbey, la sua tenuta di famiglia nel Warwickshire. Ebbero un figlio:
- William Craven, V conte di Craven (31 luglio 1897-15 settembre 1932)

## Morte
Nel 1921, mentre correva alla Cowes week, e sebbene fosse un buon nuotatore, Lord Craven cadde in mare e annegò all'età di 52 anni. Il suo corpo fu portato a riva il 12 luglio 1921. 
Dopo la sua morte, la sua vedova ha venduto Coombe Abbey a un costruttore di nome John Gray nel 1923.

## Ascendenza
|                                            |                                            |                                          | Genitori                                |  |  | Nonni |  |  | Bisnonni                          |  |  | Trisnonni                        |  |
|                                            |                                            |                                          |                                         |  |  |       |  |  | William Craven, I conte di Craven |  |  | William Craven, VI barone Craven |  |
|                                            |                                            |                                          |                                         |  |  |       |  |  | William Craven, I conte di Craven |  |  | William Craven, VI barone Craven |  |
|                                            |                                            | Elizabeth Berkeley                       |                                         |  |  |       |  |  | William Craven, I conte di Craven |  |  |                                  |  |
| William Craven, II conte di Craven         |                                            |                                          |                                         |  |  |       |  |  | William Craven, I conte di Craven |  |  |                                  |  |
|                                            |                                            | Louisa Brunton                           | John Brunton                            |  |  |       |  |  |                                   |  |  |                                  |  |
|                                            |                                            | Louisa Brunton                           | John Brunton                            |  |  |       |  |  |                                   |  |  |                                  |  |
|                                            |                                            | Louisa Brunton                           | Elizabeth Friend                        |  |  |       |  |  |                                   |  |  |                                  |  |
| George Craven, III conte di Craven         |                                            | Louisa Brunton                           |                                         |  |  |       |  |  |                                   |  |  |                                  |  |
|                                            |                                            | James Grimston, I conte di Verulam       | James Grimston, III visconte Grimston   |  |  |       |  |  |                                   |  |  |                                  |  |
|                                            |                                            | James Grimston, I conte di Verulam       | James Grimston, III visconte Grimston   |  |  |       |  |  |                                   |  |  |                                  |  |
|                                            |                                            | James Grimston, I conte di Verulam       | Harriot Walter                          |  |  |       |  |  |                                   |  |  |                                  |  |
| Emily Mary Grimston                        |                                            | James Grimston, I conte di Verulam       |                                         |  |  |       |  |  |                                   |  |  |                                  |  |
|                                            |                                            | Charlotte Jenkinson                      | Charles Jenkinson, I conte di Liverpool |  |  |       |  |  |                                   |  |  |                                  |  |
|                                            |                                            | Charlotte Jenkinson                      | Charles Jenkinson, I conte di Liverpool |  |  |       |  |  |                                   |  |  |                                  |  |
|                                            |                                            | Charlotte Jenkinson                      | Catherine Bishopp                       |  |  |       |  |  |                                   |  |  |                                  |  |
| William Craven, IV conte di Craven         |                                            | Charlotte Jenkinson                      |                                         |  |  |       |  |  |                                   |  |  |                                  |  |
|                                            | William Barrington, VI visconte Barrington | George Barrington, V visconte Barrington |                                         |  |  |       |  |  |                                   |  |  |                                  |  |
|                                            | William Barrington, VI visconte Barrington | George Barrington, V visconte Barrington |                                         |  |  |       |  |  |                                   |  |  |                                  |  |
|                                            | William Barrington, VI visconte Barrington | Elizabeth Adair                          |                                         |  |  |       |  |  |                                   |  |  |                                  |  |
| George Barrington, VII visconte Barrington | William Barrington, VI visconte Barrington |                                          |                                         |  |  |       |  |  |                                   |  |  |                                  |  |
|                                            |                                            | Jane Elizabeth Liddell                   | Thomas Liddell, I barone Ravensworth    |  |  |       |  |  |                                   |  |  |                                  |  |
|                                            |                                            | Jane Elizabeth Liddell                   | Thomas Liddell, I barone Ravensworth    |  |  |       |  |  |                                   |  |  |                                  |  |
|                                            |                                            | Jane Elizabeth Liddell                   | Maria Susannah Simpson                  |  |  |       |  |  |                                   |  |  |                                  |  |
| Evelyn Laura Barrington                    |                                            | Jane Elizabeth Liddell                   |                                         |  |  |       |  |  |                                   |  |  |                                  |  |
|                                            |                                            | John Bacon Sawrey Morritt                | John Sawrey Morritt                     |  |  |       |  |  |                                   |  |  |                                  |  |
|                                            |                                            | John Bacon Sawrey Morritt                | John Sawrey Morritt                     |  |  |       |  |  |                                   |  |  |                                  |  |
|                                            |                                            | John Bacon Sawrey Morritt                | Anne Peirse                             |  |  |       |  |  |                                   |  |  |                                  |  |
| Isabel Elizabeth Morritt                   |                                            | John Bacon Sawrey Morritt                |                                         |  |  |       |  |  |                                   |  |  |                                  |  |
|                                            |                                            | Mary Baillie                             | Peter Baillie                           |  |  |       |  |  |                                   |  |  |                                  |  |
|                                            |                                            | Mary Baillie                             | Peter Baillie                           |  |  |       |  |  |                                   |  |  |                                  |  |
|                                            |                                            | Mary Baillie                             | Jane Weekes                             |  |  |       |  |  |                                   |  |  |                                  |  |
|                                            |                                            | Mary Baillie                             |                                         |  |  |       |  |  |                                   |  |  |                                  |  |